# Молдова (поїзд)
«Молдова» — колишній фірмовий пасажирський поїзд № 48/47 Молдовської залізниці міжнародного сполучення Кишинів — Москва, що сполучав три столиці — Кишинів, Київ та Москву. Курсував до березня 2020 року в осінньо-зимовий період через день, а влітку — щоденно. Протяжність маршруту складала — 1578 км.
На цей поїзд була можливість придбати електронний квиток.

## Історія
Поїзд призначений 2001 року. З часу призначення курсував із вагонами синього кольору (такі збереглися у потязі № 106/105), але з згодом було змінено фарбування вагонів на зелений колір.
2010 року у російській телегрі «Поле чудес» один з учасників розповів історію про поїзд.
У 2010-х роках «Укрзалізниця» скасувала тарифні зупинки цього поїзда на невеликих станціях на території України.
З 17 березня 2020 року поїзд був скасований через пандемію COVID-19.

## Події
4 лютого 2020 року трьох молдовських провідників поїзда «Москва — Кишинів» затримали на пункті пропуску «Хутір-Михайлівський» за підозрою у контрабанді. Під час огляду рухомого складу українські прикордонники виявили схованки у вагоні поїзда з незадекларованими речами, в ході якого вилучено 100 книг, 85 пар взуття, 330 пачок тютюну для кальяну і 2 кг кедрових горіхів.

## Інформація про курсування
Курсував в обігу з пасажирськими поїздами № 342/341 Кишинів — Москва та № 362/361 Кишинів — Санкт-Петербург.
| Розклад руху поїзда № 48/47 сполученням Кишинів — Москва станом на 2020 рік | Розклад руху поїзда № 48/47 сполученням Кишинів — Москва станом на 2020 рік | Розклад руху поїзда № 48/47 сполученням Кишинів — Москва станом на 2020 рік | Розклад руху поїзда № 48/47 сполученням Кишинів — Москва станом на 2020 рік | Розклад руху поїзда № 48/47 сполученням Кишинів — Москва станом на 2020 рік |
| Час прибуття                                                                | Час відправлення                                                            | Станція                                                                     | Час прибуття                                                                | Час відправлення                                                            |
| --------------------------------------------------------------------------- | --------------------------------------------------------------------------- | --------------------------------------------------------------------------- | --------------------------------------------------------------------------- | --------------------------------------------------------------------------- |
| —                                                                           | 11:00                                                                       | Кишинів                                                                     | 00:12                                                                       | —                                                                           |
| 16:53                                                                       | —                                                                           | Москва                                                                      | —                                                                           | 20:14                                                                       |

На станціях Велчинець, Могилів-Подільський, Зернове, Хутір-Михайлівський, Суземка у напрямку Москви, зворотно — Брянськ-Орловський, Хутір-Михайлівський, Могилів-Подільський здійснюється прикордонний та митний контроль.

## Склад поїзда
Поїзд формування вагонного депо станції Кишинів, до складу якого входить 8 фірмових вагонів різних класів комфортності:
- 2 купейних (№ 4—5);
- 6 плацкартних (№ 6—11).

У купейному вагоні № 4 — були місця з 1 по 12 з ознакою «жіноче» купе.
Крім того, у разі підвищення пасажиропотоку призначалися окремою за вказівкою факультативні вагони (купейні № 1—3, плацкартні № 12—14).
Раніше з поїздом курсував вагон-ресторан, але через низьку заселеність його виключили зі складу поїзда.
Станції зміни напрямку були Окниця та Жмеринка.

## Вагон безпересадкового сполучення
Разом із цим поїздом курсував вагон безпересадкового сполучення до станції Трускавець. Він складався із одного Купейного вагона, який роз'єднувався/з'єднувався з поїздом № 41/42 Дніпропетровськ — Трускавець. Скасований 2012 року.